# 大分市立東陽中学校
大分市立東陽中学校（おおいたしりつ とうようちゅうがっこう）は、大分県大分市大字下徳丸にある市立中学校。

## 概要
大分市東部の高田地区に位置する。この地区は、大野川と乙津川に囲まれた中州状の地区であり、輪中で有名である。
1988年（昭和63年）4月1日に、大分市立大東中学校から分離して開校。大分市の東部に位置することから、東から昇る太陽に重ね合わせて「東陽」と名付けられた。開校から20年以上が経過しているものの、大分市では同年に開校した大分市立大分西中学校とともに、最も新しい市立中学校である（ただし、公立中学としては、2007年（平成19年）に中高一貫校として開校した大分県立大分豊府中学校がある）。
なお、高田地区にはかつて高田村立高田中学校があったが、1950年（昭和25年）に明治村立明治中学校、松岡村立松岡中学校と統合されて、大分市立大東中学校の前身に当たる大分郡東部組合立大東中学校になったという経緯がある。
校地の東南を大分県道21号大分臼杵線が走っている。

## 通学区域
- 大分市立高田小学校通学区

関園、常行、南、下徳丸、鶴瀬、丸亀
- 大分市立川添小学校通学区

丹川の一部、迫、種具、宮河内、広内
- 大分市立別保小学校通学区

森の一部、葛木の一部

## 部活動
運動部
- 軟式野球部
- ソフトテニス部
- ハンドボール部
- サッカー部
- バスケットボール部
- バレーボール部
- 卓球部
- 剣道部
- 水泳部

文化部
- 美術部
- 音楽部

社会体育部
- 新体操部
- 器械体操部

## 交通
- バス：大分バス高田小学校前停留所下車

## 著名な卒業生
- 森七菜（女優）